# Rozpoznawanie wzorców
Rozpoznawanie wzorców – pole badawcze w obrębie uczenia maszynowego. Może być definiowane jako działanie polegające na pobieraniu surowych danych i podejmowaniu dalszych czynności zależnych od kategorii do której należą te dane.
W rozpoznawaniu wzorców dąży się do klasyfikacji danych (wzorców) na podstawie wiedzy apriorycznej lub informacji uzyskanych na drodze statystycznej analizy danych służącej wydobywaniu cech obiektów. Klasyfikowane wzorce to zazwyczaj grupy wyników pomiaru lub obserwacji definiujące położenie odpowiadających im punktów w wielowymiarowej przestrzeni cech.
Kompletny system rozpoznawania wzorców składa się z:
- czujnika, który dostarcza obserwacji, które mają być klasyfikowane lub opisywane;
- mechanizmu wydobywania cech, które najlepiej charakteryzują i separują klasę, do której dana obserwacyjna należy, następnie mechanizmu przekształcenia w symboliczną informację;
- schematu decyzyjnego lub schematu opisywania, który realizuje właściwą część procesu klasyfikacji lub opisywania obserwacji na podstawie wydobytych cech obiektów oraz wiedzy a priori.